# 拉瓦耶哈城

31°5′50″S 57°1′30″W / 31.09722°S 57.02500°W
拉瓦耶哈城（西班牙語：Colonia Lavalleja），是烏拉圭的城鎮，位於該國西北部，由薩爾托省負責管轄，處於薩爾托西南面120公里，始建於1860年3月5日，2004年該鎮人口1,049。